# Hortipes luytenae
Hortipes luytenae là một loài nhện trong họ Corinnidae.
Loài này thuộc chi Hortipes. Hortipes luytenae được miêu tả năm 1998 bởi Bosselaers & Ledoux.